# IC 4339
IC 4339 је спирална галаксија у сазвјежђу Ловачки пси која се налази на листи објеката дубоког неба у Индекс каталогу.
Деклинација објекта је + 37° 31' 19" а ректасцензија 13h 53m 34,3s. Привидна величина (магнитуда) објекта IC 4339 износи 14,1 а фотографска магнитуда 14,8. IC 4339 је још познат и под ознакама IC 4341, MCG 6-31-10, CGCG 191-11, KUG 1351+377, PGC 49366.